# Achaidh Cairn

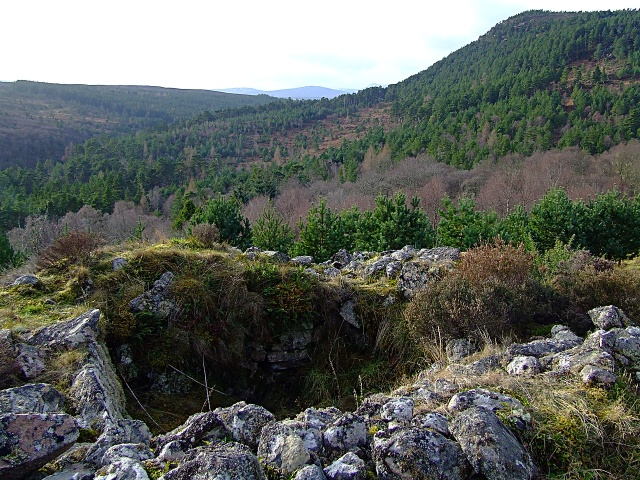
Kyloag Cairn

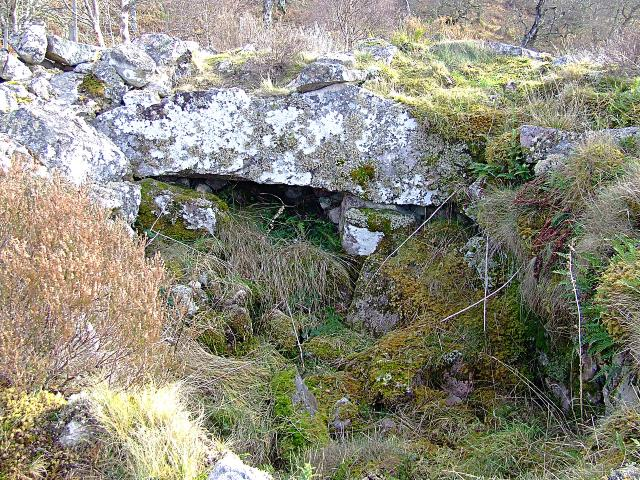
Kyloag Cairn

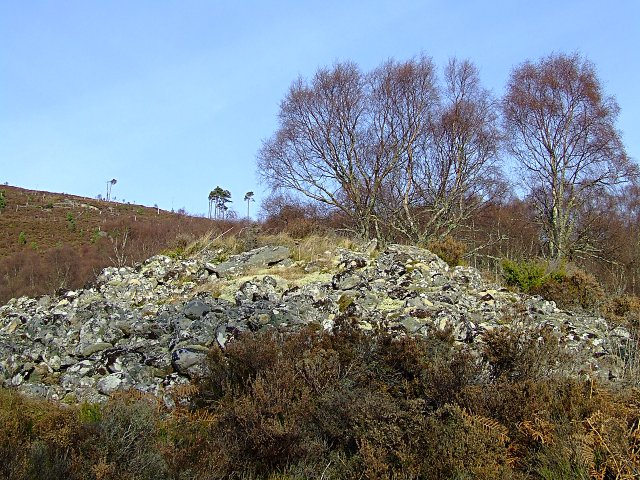
Kyloag Cairn

Achaidh Cairn (auch Achu; Kyloag oder Rivra genannt) ist ein Cairn des Orkney-Cromarty-Typs (OC), nördlich von Spinningdale, westlich von Dornoch, etwa 1,6 km nördlich des Dornoch Firth im Süden von Sutherland in Schottland. Dùn an Achaidh liegt dagegen bei  Acha auf Coll.
Der kurze, vierfach gehörnte Cairn mit der polygonalen Kammer von etwa 2,8 × 2,1 m erreicht hinter der Kammer eine maximale Höhe von etwa 1,5 m. Der Cairn misst zwischen den Hörnern 16,0 bis 17,0 m.

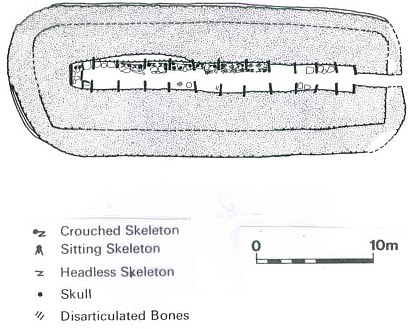
Schema Stalled Cairn („hier ohne Hörner“) Beispiel Midhowe

Der von Alexander Ormiston Curle (1866–1955) im Jahr 1909 ausgegrabene Cairn war nicht mehr intakt, erreichte aber noch eine Höhe von 2,3 m. Er wurde seither weiterhin, insbesondere an der Nordseite, seiner Steine beraubt. In der Kammer lag eine Schicht aus Sand über einem Steinboden. In der Sandschicht wurden ein Feuersteinschaber und eine Randscherbe, wahrscheinlich aus der Eisenzeit sowie das unverbrannte Skelett eines Erwachsenen mit einigen teilweise verbrannten Knochenfragmenten (möglicherweise von Tieren) gefunden.
In weniger als 800 m Entfernung liegen der Allt nan Eun Cairn, der Fairy Glen Cairn und der Cairn von Kyleoag. Nördlich von Dornoch liegt der Cairn von Embo mit einer Steinkiste.